# Patrick Rouzaud
 (février 2022).
La mise en forme du texte ne suit pas les recommandations de Wikipédia : il faut le « wikifier ».
Les points d'amélioration suivants sont les cas les plus fréquents. Le détail des points à revoir est peut-être précisé sur la page de discussion.
- Les titres sont pré-formatés par le logiciel. Ils ne sont ni en capitales, ni en gras.
- Le texte ne doit pas être écrit en capitales (les noms de famille non plus), ni en gras, ni en italique, ni en « petit »…
- Le gras n'est utilisé que pour surligner le titre de l'article dans l'introduction, une seule fois.
- L'italique est rarement utilisé : mots en langue étrangère, titres d'œuvres, noms de bateaux, etc.
- Les citations ne sont pas en italique mais en corps de texte normal. Elles sont entourées par des guillemets français : « et ».
- Les listes à puces sont à éviter, des paragraphes rédigés étant largement préférés. Les tableaux sont à réserver à la présentation de données structurées (résultats, etc.).
- Les appels de note de bas de page (petits chiffres en exposant, introduits par l'outil «  Source ») sont à placer entre la fin de phrase et le point final[comme ça].
- Les liens internes (vers d'autres articles de Wikipédia) sont à choisir avec parcimonie. Créez des liens vers des articles approfondissant le sujet. Les termes génériques sans rapport avec le sujet sont à éviter, ainsi que les répétitions de liens vers un même terme.
- Les liens externes sont à placer uniquement dans une section « Liens externes », à la fin de l'article. Ces liens sont à choisir avec parcimonie suivant les règles définies. Si un lien sert de source à l'article, son insertion dans le texte est à faire par les notes de bas de page.
- La présentation des références doit suivre les conventions bibliographiques. Il est recommandé d'utiliser les modèles {{Ouvrage}}, {{Chapitre}}, {{Article}}, {{Lien web}} et/ou {{Bibliographie}}. Le mode d'édition visuel peut mettre en forme automatiquement les références.
- Insérer une infobox (cadre d'informations à droite) n'est pas obligatoire pour parachever la mise en page.

Pour une aide détaillée, merci de consulter Aide:Wikification.
Si vous pensez que ces points ont été résolus, vous pouvez retirer ce bandeau et améliorer la mise en forme d'un autre article.
Patrick Rouzaud est un acteur et metteur en scène français.

## Biographie
Après le conservatoire d’art dramatique de Toulouse, il suit le cours de Janine Ferrare à Paris et crée la compagnie Icare en 1984.
Il y restera jusqu’en 2022.
Il a été membre du jury des P'tits Molières de 2012 à 2019.
L’association "Les P'tits Molières", créée en 2011 par des professionnels du spectacle vivant a pour mission d’organiser la cérémonie des P'tits Molières. Son objectif est de soutenir les petits théâtres parisiens de moins de cent places et les petites compagnies.

## Théâtre

### Mises en scène
- 1984 : Le Grand Vizir de René de Obaldia
- 1985 : Duo duel d'Yves Alexandre
- 1987 : Pièces démontées de Patrick Rouzaud
- 1987 : La guerre ceinte de Patrick Rouzaud
- 1988 : Crime et Châtiment d’après Fiodor Dostoïevski
- 1988 : Poivre de Cayenne de René de Obaldia (théâtre d'appartement)
- 1989 : L'Arrestation de Jean Anouilh
- 1989 : La Voix humaine de Jean Cocteau (théâtre d'appartement)
- 1990 : La Comédie du langage de Jean Tardieu
- 1990 : Tragédien malgré lui d'Anton Tchekhov (théâtre d'appartement)
- 1990 : Le Chant du cygne d'Anton Tchekhov (théâtre d'appartement)
- 1991 : Orphée de Jean Cocteau
- 1992 : Macbett d’Eugène Ionesco
- 1993 : Le Portrait de Dorian Gray de Pierre Boutron, d’après Oscar Wilde
- 1993 : La guerre de Troie n'aura pas lieu de Jean Giraudoux
- 1994 : Six personnages en quête d'auteur de Luigi Pirandello
- 1995 : Il campiello de Carlo Goldoni
- 1996 : La Comédie des arts de Jean Tardieu
- 1998 : La Mégère apprivoisée de Jacques Audiberti
- 1999 : Caligula  d’Albert Camus
- 2001 : Monsieur de Pourceaugnac de Molière
- 2002 : Annonce matrimoniale de Guy Foissy
- 2003 : Six personnages en quête d'auteur de Luigi Pirandello
- 2003 : Poivre de Cayenne de René de Obaldia (théâtre d'appartement)
- 2003 : Le Défunt de René de Obaldia (théâtre d'appartement)
- 2003 : Le Bel Indifférent de Jean Cocteau (théâtre d'appartement)
- 2003 : L'Île des esclaves de Marivaux
- 2004 : Poivre de Cayenne de René de Obaldia
- 2004 : Les Précieuses ridicules de Molière
- 2004 : Le Journal d'un fou de Nicolas Gogol
- 2005 : Mais n'te promène donc pas toute nue ! de Georges Feydeau
- 2005 : Léonie est en avance de Georges Feydeau
- 2007 : Le Malade imaginaire de Molière
- 2008 : Orphée de Jean Cocteau
- 2009 : L'Avare de Molière
- 2011 : le portrait surnaturel de Dorian Gray de Jean Cocteau, d’après Oscar Wilde
- 2011 : Jean et Béatrice de Carole Fréchette
- 2012 : George Dandin de Molière
- 2013 : Caligula d’Albert Camus
- 2014 : Dom Juan de Molière
- 2014 : 3 monologues : Aux Antipodes, La Petite Révoltée, Mme Sganarelle de Georges Feydeau
- 2014 : Le Bel Indifférent de Jean Cocteau
- 2014 : Vingt-quatre heures de la vie d'une femme de Stephan Zweig adaptation Pascale Bouillon
- 2015 : La Nuit des rois de  William Shakespeare
- 2015 : Petits Arrangements conjugaux d'après Alfred de Musset Il faut qu'une porte soit ouverte ou fermée et Guy de Maupassant Duel au Canif
- 2016 : Trahisons d’Harold Pinter
- 2016 : Les Justes d’Albert Camus
- 2016 : Vingt-quatre heures de la vie d'une femme de Stephan Zweig adaptation Pascale Bouillon. Reprise
- 2017 : le Tartuffe de Molière
- 2018 : Les Rustres de Carlo Goldoni traduction Palma Vinci
- 2018 : Le Défunt de René de Obaldia
- 2019 : le portrait surnaturel de Dorian Gray de Jean Cocteau, d’après Oscar Wilde
- 2019 : L'Escalier de Charles Dyer adaptation Louis Velle
- 2019 : Paradoxe sur le comédien d’après Diderot adaptation Mahmoud Ktari
- 2019 : Le Défunt de René de Obaldia (nouvelle conception scénique)
- 2020 : La conversion d'Alceste de Georges Courteline
- 2020 : Le Misanthrope d’après Molière adaptation Audrey Mas
- 2020 : Célimène et le Cardinal de Jacques Rampal
- 2020 : Le Philinte de Molière d’après Fabre d'Églantine adaptation Audrey Mas
- 2020 : Les Fourberies de Scapin de Molière
- 2022 : Les Fâcheux de Molière
- 2024 : Don Lorenzo, mister da Ponte de Thibault Guillocher Création
- 2024 : Fusillés pour l’exemple  de Sébastien Pichereau Création
- 2024 : Un petit verre d’eau-de-vie de Jean-Paul Alègre Création

### Acteur
- 1971 : Le fils - les fusils de la mère Carrare de Bertolt Brecht
- 1972 : Régis Castel-Bénac - Topaze de Marcel Pagnol
- 1973 : Garcin - Huis clos de Jean-Paul Sartre
- 1982 : M. Legrenard - La main leste de Eugène Labiche
- 1983 : Le pianiste - L’orchestre de Jean Anouilh
- 1984 : Argan -  Le malade imaginaire de Molière
- 1984 : Créon - Antigone de Jean Anouilh
- 1984 : Lucien - Feu la mère de Madame de Georges Feydeau
- 1986 : Pyrrhus -Andromaque de Jean Racine
- 1987 : Dan - La lune est bleue de Hugh Herbert
- 1988 : Lujine - Crime et châtiment d’après Dostoïevski
- 1989 : L’homme - L'Arrestation de Jean Anouilh
- 1991 : Raphaël - Orphée de Jean Cocteau
- 1990 : Flûte/Pyramus - Songe d’une nuit d’été de William Shakespeare
- 1997 : Dom Juan - Dom Juan de Molière
- 1998 : Baptista - La mégère apprivoisée de Jacques Audiberti
- 1999 : Hélicon - Caligua d’Albert Camus
- 2000 : Le maître - Jacques et son maître de Milan Kundera
- 2001 : Leonato - Beaucoup de bruit pour rien de William Shakespeare
- 2006 : Dom Juan - Dom Juan de Molière
- 2006 : Lord Gaversham – Un mari idéal d’Oscar Wilde
- 2010 : Julie - Le défunt de René de Obaldia
- 2014 : Dom Juan - Dom Juan de Molière
- 2018-2025 : Dom Juan - Dom Juan ou les limbes de la mémoire d'après Dom Juan de Molière, adaptation Audrey Mas

## Distinctions
- Nomination meilleur comédien dans un premier rôle pour «Dom Juan ou les limbes de la mémoire » d'après Molière, adaptation Audrey Mas
- Meilleur spectacle d’humour pour «le Défunt » de René de Obaldia
- Arts Sciences et Lettres
- Ordre national du mérite (Chevalier)